# 花田囍事
《花田囍事》，是一部賀歲喜劇片，1993年於香港上映，導演為高志森，由許冠傑、張國榮等一眾巨星領銜主演。全片以喜劇形式製作，根據《水滸傳》第四回「小霸王醉入銷金帳」及戲曲《花田錯》改編，於新加坡唐城實地拍攝，總票房$35,481,478港元，位於1993年香港中文片票房排行榜的第二名。相關作品花田囍事2-(水滸笑傳)．

## 故事簡介
小霸王周通（許冠傑）與妹周吉（吳君如）時常惹事淩人，其母太君（許冠英）為使二人定性，決要二人各自成親。吉與指腹為婚的林嘉聲（黃百鳴）成親，林嘉聲於洞房夜逃走，巧遇母夜叉（毛舜筠）相助他上京赴考狀元。周通找魔術師高柏飛（張國榮）在太君壽宴中表演。正值花田燈會中高柏飛邂逅白雪仙（關芝琳）。一次誤會中，周通硬要娶雪仙過門，高柏飛就想辦法將雪仙救出。

## 演員
| 演员               | 角色               |
| 許冠傑             | 周通               |
| 張國榮             | 高柏飛             |
| 吳君如             | 周吉               |
| 黃百鳴             | 林嘉聲             |
| 毛舜筠             | 母夜叉             |
| 關芝琳             | 白雪仙             |
| 吳孟達             | 雪仙父             |
| 許冠英             | 太君               |
| 盧敏儀             | 白鳳丸（雪仙丫鬟） |
| 黃霑               | 知縣               |
| 夏春秋（特別演出） |                    |
| 許瑩英（特別演出） |                    |
| 高志森（特別演出） | 胖子森（皮條客）   |

## 主題曲
| 曲別   | 歌名         | 作曲   | 作詞   | 演唱者 |
| ------ | ------------ | ------ | ------ | ------ |
| 主題曲 | 《喜事齊來》 | 許冠傑 | 黃百鳴 | 許冠英 |

提供：新藝寶唱片有限公司